# 9번의 저주
《9번의 저주》는 클래식 음악 작곡가들 간에서 전해져 나온 것으로 알려진 ‘교향곡 9번을 작곡하면 죽는다’라는 징크스이다.

## 개요
베토벤이 모두 아홉 곡의 교향곡을 남기고 타계한 뒤로 수많은 작곡가들이 교향곡을 작곡했지만 대부분 9번 이상을 제대로 남기지 못하고 세상을 떠나거나 절필하는 바람에 '9번 교향곡의 저주'라고 언급되기 시작했다.
많은 작곡가들이 교향곡 9번까지밖에 작곡하지 못하고 죽었다. 루트비히 반 베토벤이 가장 대표적인 예이고 저주의 시작이다.
베토벤 이후 많은 작곡가들이 9번 교향곡을 마지막 교향곡으로 남기고 말았다. 완성된 것으로서 베토벤, 드보르작, 말러, 슈베르트의 교향곡이 모두 9번이 마지막이다. 브루크너의 교향곡 9번은 미완성이지만, 3악장까지는 초고 이상의 완성도를 가지고 있는 것으로 평가된다. 4악장은 많이 진척되어 있는 상태였다. 말러는 9번째 교향곡에 대지의 노래라는 제목을 붙이고 그 후 교향곡 9번을 작곡하였으나 그 곡이 마지막이 되었고, 그의 10번 교향곡이 어느 정도 완성되어 있다. 슈베르트는 7, 8, 10번 교향곡이 미완성 교향곡이다.
아르놀트 쇤베르크에 의하면 이것이 실제 저주로 작용한 최초의 작곡가는 구스타프 말러라고 풀이한다. 말러는 그의 아홉 번째 교향곡이 마지막 교향곡이 되지 않기를 바라면서, 교향곡에 번호 대신 대지의 노래라는 제목을 붙였다. 그 후 교향곡 9번이라 이름 붙인 곡을 작곡하였으나 그 곡이 마지막이 되었다.
글라주노프는 9번 교향곡이 마지막인데 작곡을 하다 9번 교향곡의 저주가 두려워 1악장 스케치만 쓰고 그만 두었고 죽을 때까지 손을 대지 않았다. 하지만 작곡을 그만두자 거짓말처럼 죽지 않았고 71세까지 오래살았다.
그러나 마음이 흐렸는지 다시 손본지 이틀만에 세상을 떠났다.
본 윌리엄스는 교향곡 9번을 작곡하고 1년 후 초연한 뒤 4개월만에 생을 마감했다. 86세로 장수하였으나 그도 9번의 저주에서 벗어나지 못했다.

## 베토벤 이전 교향곡 작곡가
- 요한 슈타미츠
- 요한 크리스티안 바흐
- 프란츠 요제프 하이든
- 미하엘 하이든
- 레오폴트 모차르트
- 레오폴트 코젤루흐
- 볼프강 아마데우스 모차르트
- 프랑수아조제프 고세크
- 루이지 보케리니

## 9번 교향곡이 마지막인 작곡가
- 루트비히 판 베토벤
- 프란츠 슈베르트 (번호 관련 논란이 있음)
- 안토닌 드보르자크
- 구스타프 말러
- 알렉산드르 글라주노프 (9번은 미완성)
- 안톤 브루크너
- 쿠르트 아테르베리
- 레이프 본 윌리엄스
- 알프레드 시닛케
- 말콤 아놀드
- 알렉산데르 탄스만
- 로저 세션스

## 9번 교향곡을 작곡하고도 죽지 않은 작곡가

### 10곡~15곡
- 한스 베르너 헨체 11곡(1~10번, 성악교향곡)
- 루이 슈포어 10곡
- 에이토르 빌라로부스 (11곡, 원래는 12곡이나 5번이 소실되었다)
- 다리우스 미요 12곡(실내 교향곡은 제외)
- 에두아르트 투빈(Eduard Tubin) 11곡(11번은 미완성)
- 로버트 심슨(Robert Simpson) 11곡
- 드미트리 쇼스타코비치 15곡
- 나운영 13곡
- 요아힘 라프 11곡(11번은 미완성)
- 퍼디 그로페 15곡
- 로이 해리스 15곡

### 16곡 이상
- 루에드 랑고르(Rued Langgaard) 16곡
- 알란 페테르손(Allan Pettersson) (2번부터 16번까지 완성, 1번은 미완성, 17번은 단편으로만 남음)
- 헨리 카웰 20곡
- 미에치스와프 바인베르크(Mieczysław Weinberg) 22곡
- 니콜라이 먀스콥스키 27곡
- 알란 호바네스(Alan Hovhaness) 67곡

## 9번 교향곡에 도달하지 못한 작곡가
- 표트르 일리치 차이콥스키 7곡(1~6번, 만프레드)
- 페르디난트 리스 8곡 (1~7번, WoO 30)
- 펠릭스 멘델스존 5곡
- 프란스 베르발드 8곡
- 로베르트 슈만 4곡
- 세자르 프랑크 1곡
- 에르네스트 쇼송 1곡
- 폴 뒤카 1곡
- 세르게이 라흐마니노프 4곡(1~3번, 합창교향곡 '종')
- 리하르트 바그너 2곡(1곡은 미완성)
- 프란츠 리스트 2곡
- 헨리크 구레츠키 4곡
- 얀 시벨리우스 8곡(1~7번, 쿨레르보)
- 세자르 프랑크 1곡
- 닐스 가데 8곡
- 에르네스트 쇼송 1곡
- 폴 뒤카 1곡
- 졸탄 코다이 1곡
- 카미유 생상스 5곡
- 요하네스 브람스 4곡
- 알베릭 마냐르 4곡
- 알베르 루셀 4곡
- 니콜라이 림스키코르사코프 2곡(원래 2번이 있었으나 작곡가 스스로 모음곡으로 재분류)
- 알렉산드르 보로딘 3곡(3번은 2악장까지 완성)
- 에드워드 엘가 3곡(3번은 미완성)
- 카를 닐센 6곡
- 보후슬라프 마르티누 6곡
- 아르튀르 오네게르 5곡
- 세르게이 프로코피에프 7곡
- 아람 하차투리안 3곡
- 윤이상 5곡 (실내교향곡은 제외)
- 이고르 스트라빈스키 4곡 (관악 교향곡은 제외)
- 파울 힌데미트 6곡
- 베드르지흐 스메타나 1곡
- 리하르트 슈트라우스 4곡
- 윌리엄 그랜트 스틸 5곡
- 구스타브 홀스트 2곡
- 카를 체르니 6곡
- 레너드 번스타인 3곡
- 아서 블리스 1곡
- 조르주 비제 2곡

## 같이 보기
- 27 클럽